# MN Возничего
MN Возничего (лат. MN Aurigae) — двойная затменная переменная звезда типа Алголя (EA) в созвездии Возничего на расстоянии приблизительно 1109 световых лет (около 340 парсеков) от Солнца. Видимая звёздная величина звезды — от +11,82m до +10,8m. Орбитальный период — около 5,5809 суток.

## Характеристики
Первый компонент — жёлто-оранжевая эруптивная переменная звезда типа RS Гончих Псов (RS:) спектрального класса K-G. Радиус — около 3,12 солнечных, светимость — около 5,09 солнечных. Эффективная температура — около 4912 К.